# Letters to Malcolm: Chiefly on Prayer
Letters to Malcolm: Chiefly on Prayer (em português: Cartas para Malcolm: Principalmente sobre a Oração ou Oração: cartas a Malcolm) é um livro de ficção escrito em estilo epistolar por Clive S. Lewis, publicado postumamente em 1964. O livro toma a forma de uma série de cartas para um amigo imaginário, "Malcolm", em que Lewis medita sobre a oração como um diálogo íntimo entre o homem e Deus. Começando com uma discussão de "oração corporativa" e do serviço litúrgico, Lewis passa a considerar os aspectos práticos e metafísicos da oração privada, como quando e onde rezar, a oração pronta, a oração de súplica, a oração de adoração, oração penitencial, e oração para os mortos. A carta conclui ao discutir sobre os cristãos "liberais", a alma e a ressurreição.
Cartas a Malcolm é provavelmente um dos livros menos sucesso de Lewis e difere de seus outros livros sobre o cristianismo na medida em que coloca uma série de questões que Lewis não tenta responder. Lewis além disso demonstra uma certa relutância em ser crítico dos teólogos radicais, como Alec Vidler e John Robinson como seu amigo imaginário Malcolm quer que ele seja.